# Slachthuisbrug (Gent)
De Slachthuisbrug is een liggerbrug over de Visserij in de stad Gent. De huidige brug werd gebouwd in 1956, bestaat uit drie overspanningen: twee zij-overspanningen van 8,2 m en 6,94 m en hoofdoverspanning van 13,7 m. De brug is eigendom van Waterwegen en Zeekanaal.
De Slachthuisbrug ligt in het verlengde van de Gebroeders Van Eyckbrug, die over de Nederschelde ligt. De twee bruggen werden in de Tweede Wereldoorlog opgeblazen. De brug werd genoemd naar het nabijgelegen slachthuis dat begin jaren 1990 samen met de Nieuwe Beestenmarkt verdween.
Academiebrug · Albertina Sisulubrug · André Denysbrug · Appelbrug · Asselsbrug · Bargiebrug · Bataviabrug · Bavobrug · Beekstraatbrug · Blaarmeersenbrugbrug · Brug der Keizerlijke Geneugten · Brugsevaartbrug · Buchtenbrug · Buchtenspoorbrug · Calcuttabrug · Charles Marcellisbrug · Contributiebrug · Dampoortbrug · Destelbergenbrug · Drongenbrug · Ekkergembrug · Emiel Clausbrug · Europabrug · Eversteinbrugbrug · Eversteinspoorbrug · Ferdinand Lousbergsbrug · François Laurentbrug · Fransevaartbrug · Gaardeniersbrug · Gasmeterbrug · Gebroeders Van Eyckbrug · Gentbruggebrug · Goedingebrug · Grasbrug · Griendijkbrug · Groendreefbrug · Groene Valleibrug · Groot-Brittanniëbrug · Grootdokbrug · Guldenmeersbrug · Heernisspoorbrug · Heinakkerbrug · Hoofdbrug · Hospitaalbrug · Hundelgembrug · Hutsepotbrug · Industriebrug · Jan Palfijnbrug · John Kennedybrug · Jozef Ghuislainbrug · Kaaksmetebrug · Kappebrug · Keizerbrug · Keizerviaduct · Ketelbrug · Klaverbladbrug · Koning Albertbrug · Koning Willembrug · Krommewalbrug · Langerbruggebrug · Leiebrug · Lievebrug · Louisa d'Havébrug · Maaltebrug · Malemvoetbrug · Mariakerkebrug · Matadibrug · Meierijbrug · Melkhambrug · Mendonkbrug · Merelbekebrug · Meulestedebrug · Minnemeersbrug · Moskoubrug · Muidebrug · Muinkbrug · Napoleon de Pauwbrug · Nieuwbrug · Nieuwebosbrug · Nieuwekalebrug · Nieuwescheldebrug · Nieuwevaartbrug · Oktrooibrug · Onthoofdingsbrug · Ottergembrug · Oudescheldebrug · Parkbosbruggen · Pontbrug · Predikherenbrug · Rabotbrug · Recolettenbrug · Rietkenbrug · Rozemarijnbrug · Sint-Agnetebrug · Sint-Antoniusbrug · Sint-Denijsbrug · Sint-Jorisbrug · Sint-Lievensbrug · Sint-Lievensviaduct · Sint-Martinusbrug · Sint-Michielsbrug · Skaldenbrug · Slachthuisbrug · Snepbrug · Snepdijkbrug · Snepvoetbrug · Spanjeveerbrug · Stropbrug · Stropspoorbrug · Ter Platenbrug · Theresianenbrug · Tolhuisbrug · Tweegatenbrug · Verapazbrug · Verlorenkostbrug · Viaduct van Gentbrugge · Visserijkombrug · Vleeshuisbrug · Voorhavenbrug=Wiedauwkaaibrug · Waalbrug · Walpoortbrug · Warmoezeniersbrug · Watermolenbrug · Westerringspoorbrug · Wijdenaardbrug · Wondelgembrug · Zoé Borluutbrug · Zomerweibrug · Zuiderlaanbrug · Zuivelbrug · Zwijnaardebrug · Zwijnaardekanaalbrug · Zwijnaardekasteelbrug